# Szelomo Mola
Szelomo Mola (hebr.: שלמה מולה, ang.: Shlomo Molla, ur. 21 listopada 1965 w Etiopii) – izraelski prawnik polityk, Felasz, w latach 2008–2013 poseł do Knesetu.

## Życiorys
Urodził się 21 listopada 1965 w Etiopii.
Ukończył studia z zakresu pracy społecznej na Uniwersytecie Bar-Ilana w Ramat Ganie (B.A.) oraz prawnicze w Ono Academic College w Kirjat Ono (LLB).
Bezskutecznie kandydował w wyborach w 2006 z listy Kadimy, w składzie siedemnastego Knesetu znalazł się ostatecznie 10 lutego 2008 zastępując Awigdora Jicchakiego. W wyborach w 2009 uzyskał reelekcję, a osiemnastym Knesecie pełnił funkcję zastępcy przewodniczącego. 3 grudnia 2012 znalazł się w grupie secesjonistów z Kadimy (Cippi Liwni, Rachel Adatto, Jo’el Chason, Me’ir Szitrit, Robert Tiwjajew, Madżalli Wahbi i Orit Zu’arec), którzy utworzyli nową partię Ruch pod przywództwem Cippi Liwni. W 2013 utracił miejsce w parlamencie.